# Jörgen Pettersson (saxofonist)
Jörgen Pettersson, född 1964 i Kosta är en svensk saxofonist.
Jörgen Pettersson studerade vid Kungliga Musikhögskolan i Stockholm och vid Nationalkonservatoriet i Bordeaux, där han var elev till Jean-Marie Londeix, en av världens ledande saxofonister. I Bordeaux erövrade han på kort tid "Premier Prix". Jörgen Petterson spelar bland annat i Stockholms saxofonkvartett.
Som förste saxofonist utexaminerades Jörgen Pettersson med solistdiplom från Kungliga Musikhögskolan i Stockholm. Redan före sin examen anställdes han vid Stockholms Blåsarsymfoniker som orkesterns solosaxofonist. hans kontakter med tonsättare har resulterat i många nya stycken och intressanta konstellationer, t.ex. med slagverk, elektronik, dans och poesi. Flera solokonserter för saxofon och orkester har komponerats för Jörgen Pettersson, bland annat av Henrik Strindberg, Karin Rehnqvist och Arne Mellnäs. Genom ett målmedvetet och nära samarbete med svenska och internationella tonsättare söker han aktivt utveckla repertoaren för sitt instrument. Detta har resulterat i att mer än 700 verk har tillägnats Jörgen Pettersson, såväl solokonserter, elektroakustiska stycken som kammarmusikaliska verk.
Pettersson har erhållit Föreningen Svenska Tonsättares interpretationspris.
Jörgen Pettersson invaldes som ledamot av Kungliga Musikaliska Akademien den 12 maj 2014.
2017 blev Jörgen Pettersson invald som hedersmedlem i Föreningen Svenska Tonsättare.